# Аретуса (Солун)
Аретуса (грч. Αρέθουσα) је насељено место у општини Бешичко Језеро у периферији Средишња Македонија, Грчка. Према попису из 2021. године било је 564 становника.
Према бугарском географу и историчару, Василу Канчову, у Аретуси је 1900. године живело 350 Грка и 180 Турака. Године 1924. турско становништво је принудно исељено у Турску а на њихово место је насељено 73 грчких избегличких породица из Турске, укупно 267 особа. На попису из 1928. године Аретуса је имала 939 становника. Село се раније звало Маслар.